# Zoologia (film)
Zoologia (ros. Зоология) – rosyjsko-francusko-niemiecki komediodramat z 2016 roku w reżyserii Iwana I. Twierdowskiego, opowiadający o kobiecie z ogonem.

## Premiera
Film miał premierę podczas Festiwalu Filmowego „Kinotawr” w Soczi 10 czerwca 2016. W Polsce wyświetlono go podczas MFF „Nowe Horyzonty” we Wrocławiu 26 lipca 2016, podczas Tofifestu w Toruniu 19 października 2016 oraz na festiwalu Sputnika nad Polską w Warszawie 3 listopada 2017. Do szerokiej dystrybucji w Rosji wszedł 24 listopada 2016 roku.

## Fabuła
Natasza, pracownica ogrodu zoologicznego jest już słusznym wieku. Mieszka z matka w miasteczku nad morzem. Może wydawać się, że w jej życiu już nic się nie zmieni. Każdy dzień jest taki sam. Jest znudzona plotkami koleżanek. Któregoś dnia wyrasta jej ogon. Przy tej okazji poznaje mężczyznę, który uważa ja za atrakcyjną. Kobieta zostaje zmuszona do dokonania życiowego wyboru.

## Obsada
W filmie wystąpili, m.in.
- Natalija Pavlenkova jako Natasza
- Dmitry Groshev jako Piotr
- Irina Chipizhenko jako matka
- Masha Tokareva jako Katia
- Aleksandr Gorchilin jako stylista
- Vladimir Sergeyev jako ojciec Andriej
- Anna Astashkina jako Swieta
- Olga Ergina jako sekretarka
- Aleksandr Nekhoroshikh jako chirurg
- Yuri Vnukov jako terapeuta

## Nagrody (wybrane)
- MFF w Karlowych Warach 2016
  - Wygrana: Specjalna nagroda jury dla Iwana I. Twierdowskiego[4]
- Rosyjska Gildia Krytyków Filmowych
  - Wygrana: „Biały słoń” dla aktorki Nataliji Pavlenkovej[4]
- Kinotawr 2016
  - Wygrana: Nagroda dla najlepszej aktorki dla Nataliji Pavlenkovej[4]
  - Wygrana: Nagroda Gildii Rosyjskich Filmowców i Krytyków Filmowych dla najlepszego reżysera[4]
- MFF w Cottbus 2016
  - Wygrana: Główna nagroda dla najlepszego filmu[4]
  - Wygrana: Nagroda dla aktorki dla Nataliji Pavlenkovej[4]
- Sputnik – Festiwal Filmów Rosyjskich 2016
  - Wygrana: Grand Prix - trzecie miejsce dla Iwana I. Twierdowskiego[5]
- Tofifest 2016
  - Wygrana: Nagroda Jury Studenckiego dla Iwana I. Twierdowskiego[5]